# Генрих Прусский (1862—1929)
Генрих Альберт Вильгельм, принц Прусский (нем. Heinrich Albert Wilhelm Prinz von Preußen; 14 августа 1862, Берлин — 20 апреля 1929, Хеммельмарк, Шлезвиг-Гольштейн) — сын германского императора Фридриха III и Виктории Великобританской, единственный выживший брат германского императора Вильгельма II (двое других умерли в детстве), гросс-адмирал (4 сентября 1909).

## Биография
Окончил курс в кассельской гимназии и поступил на военно-морскую службу. В 1884—1886 годах учился в Военно-морской академии в Берлине. Как член Дома Гогенцоллернов сделал блестящую карьеру. В 1888 году — командир императорской яхты «Гогенцоллерн», в 1889—1890 годах — крейсера 2-го ранга «Ирена», броненосца береговой обороны «Беовульф», броненосца «Саксония», броненосца типа «Бранденбург» «Вёрт». Затем командовал 2-й дивизией 1-й эскадры и возглавлял 1-ю морскую инспекцию германских ВМС.

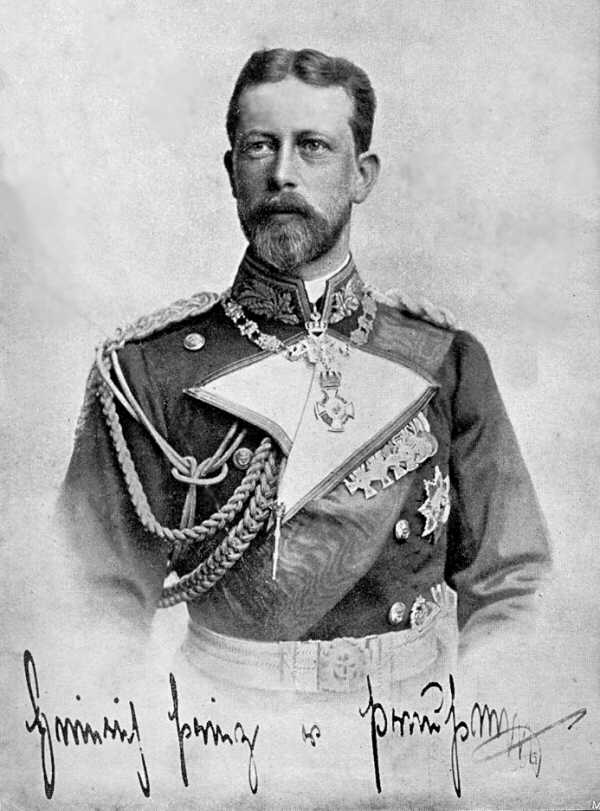
Принц Генрих — гроссадмирал

В 1897 году получил в командование Восточно-Азиатскую эскадру, базировавшуюся на Циндао. Получил на этом посту большую известность, когда первым из европейских принцев был принят в Пекине в Запретном городе. В 1903 году назначен начальником военно-морской базы на Балтике, в 1906—1909 годах — командующий действующими силами боевого флота Германской империи.
В августе 1914 года возглавил германские морские силы на Балтике, базировавшиеся в Киле, Данциге и Пиллау. Генрих Прусский удачно действовал германскими силами Балтийского моря. Хотя германский флот на Балтике был существенно меньше сил российского Балтийского флота, Генрих сумел, временно получая в своё подчинение соединения Флота открытого моря, навязать русским ведение исключительно оборонительной тактики до самого конца войны. Так, 10 (23) сентября 1914 года в районе Виндавы под командованием Генриха сосредоточилась большая флотская группировка (14 линкоров, крейсера, эсминцы, тральщики) для высадки крупного десанта на русское Курляндское побережье. Но, получив сообщение о подходе крупного военно-морского соединения Великобритании к Датским проливам, Генрих приказал отменить операцию.
В 1918 году, после окончания войны, подал в отставку.

## Личность
Генрих обладал характером, совершенно противоположным старшему брату, кайзеру Вильгельму II. Вёл с семьёй открытый и весьма скромный образ жизни, за что пользовался популярностью. Также зарекомендовал себя талантливым дипломатом, умея взять в переговорах правильный тон. Генрих поддерживал дружеские отношения со своей двоюродной сестрой и свояченицей Александрой Фёдоровной и её мужем Николаем II, неоднократно упоминается в их дневниках. В 1896 году представлял брата на коронации Николая II. Во время своего визита в США в 1902 году Генрих оставил о себе очень благоприятные впечатления, ему был присвоена степень почётного доктора Гарвардского университета.
Как моряк Генрих был прагматиком и очень практичным человеком. Он получил одну из первых лицензий лоцмана в Германии, был в состоянии понять практическую ценность тех или иных технических инноваций, долгие годы покровительствовал яхт-клубу в Киле и был заядлым яхтсменом. Также принц был увлеченным автомобилистом, существует версия, что именно он изобрёл стеклоочиститель. В 1908 году им учрежден «Принц-Генрих-Фарт» — соревнование немецких автомобилистов, предшественник Гран-при Германии.
Принц Генрих стал одним из первых сторонников развития подводного флота и морской авиации, по его инициативе в Германии велись разработки первого германского авианосца. Неучастие Генриха в политической жизни способствовало тому, что у него всегда сохранялись ровные отношения со старшим братом-кайзером. После 1918 года, в изгнании принц Генрих продолжил активнейшее участие в парусных регатах и автомобильных гонках.
Как и его отец кайзер Фридрих III, принц Генрих Прусский был заядлым курильщиком и умер от рака гортани. Похоронен в поместье Хеммельмарк в Шлезвиг-Гольштейне.

## Воинские звания
- прусский капитан I ранга (27 января 1889);[5]
- саксонский генерал пехоты (5 июля 1906);
- прусский генерал-полковник в ранге генерал-фельдмаршала (4 сентября 1909, почетный чин);
- английский адмирал флота (27 января 1910);
- австрийский гросс-адмирал (9 октября 1916).

## Семья
Женат на двоюродной сестре, гессенской принцессе Ирене, дочери великого герцога Людвига IV и Алисы Великобританской. От этого брака родилось три сына:
- Вальдемар (1889—1945)
- Сигизмунд (1896—1978)
- Генрих (1900—1904)

Вальдемар и Генрих были гемофиликами, получившими болезнь от матери, по женской линии потомства королевы Виктории. Вальдемар погиб в последние дни Второй мировой войны от того, что американцы, занявшие город, где он лежал в больнице, лишили больных средств переливания крови.
| Prince Henry of Prussia (1862—1929) with his wife Princess Irene of Prussia (1866—1953), circa 1915. The prince is wearing the uniform of a Grand Admiral in the Imperial German Navy (недоступная ссылка) |